# NGC 7172
NGC 7172 é uma galáxia espiral (Sa) localizada na direcção da constelação de Piscis Austrinus. Possui uma declinação de -31° 52' 12" e uma ascensão recta de 22 horas, 02 minutos e 01,7 segundos.
A galáxia NGC 7172 foi descoberta em 23 de Setembro de 1834 por John Herschel.